# Novoselîțea, Uleanovka
Novoselîțea (în ucraineană Новоселиця) este o comună în raionul Uleanovka, regiunea Kirovohrad, Ucraina, formată numai din satul de reședință.

## Demografie
Componența lingvistică a comunei Novoselîțea
     Ucraineană (98,24%)
     Rusă (1,5%)
     Alte limbi (0,14%)
Conform recensământului din 2001, majoritatea populației comunei Novoselîțea era vorbitoare de ucraineană (98,24%), existând în minoritate și vorbitori de rusă (1,5%).